# Vostok Relógios
Vostok Relógios, Inc.  (em russo:  Восток; literalmente significa "Oriente"), é uma companhia russa de relógios com base em Chistopol, Tartaristão, na Rússia. A empresa produz principalmente os relogios mecanicos de estilos militar Amphibian e Komandirskie. também produzindo relógios e movimentos de relógios para outras marcas de relógio.

## História

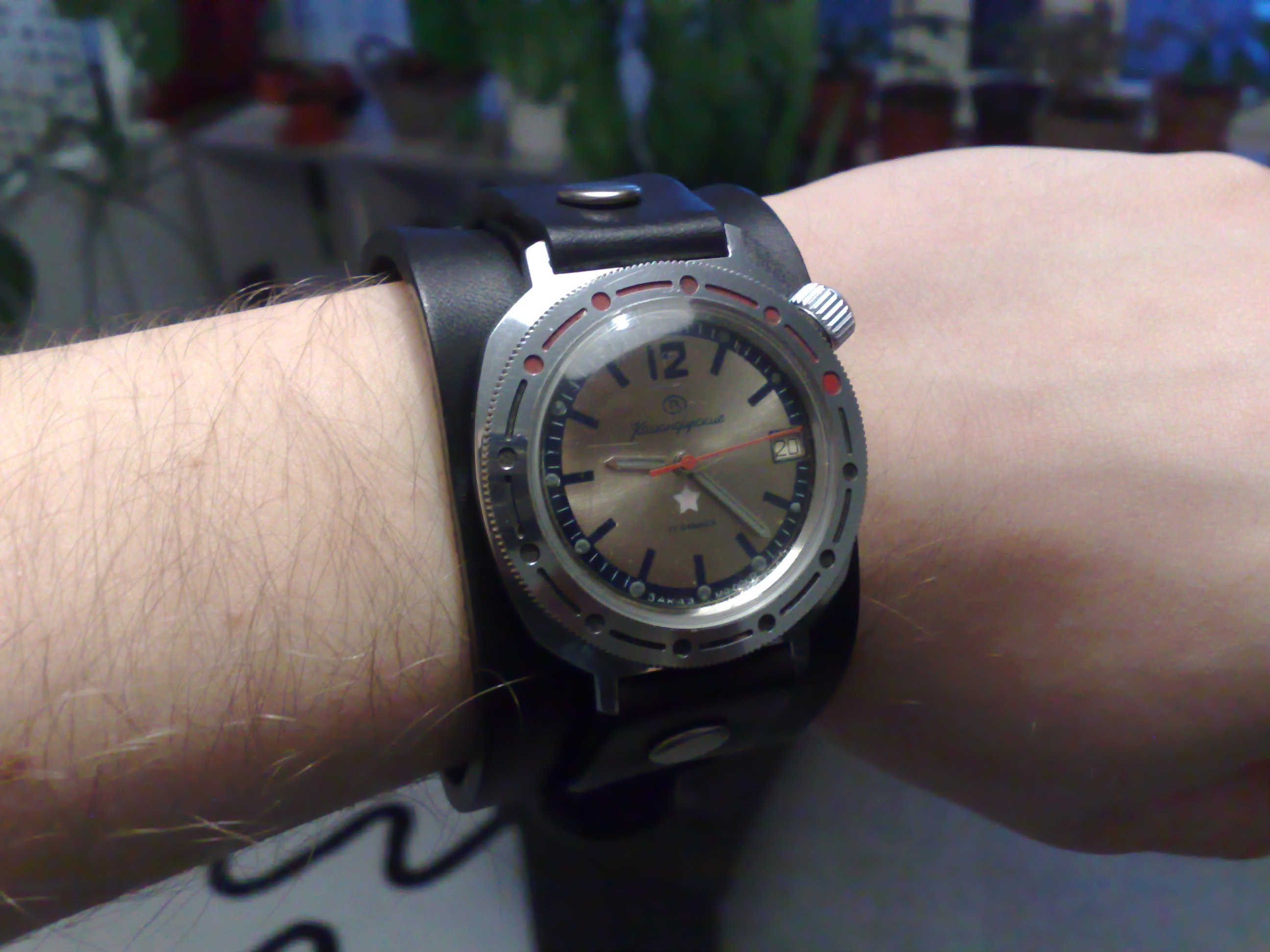
Vostok Komandirskie, marcado "ЗАКАЗ МО СССР", que significa "Encomendado pelo Ministério da Defesa da URSS"

A empresa foi fundada em 1942, quando um uma das plantas da Primeira Fabrica de Relógios de Moscou foi evacuada para Chistopol, uma pequena cidade localizada no Rio Kama no Tartaristão. Apenas equipamentos de militares para defesa foram produzido durante os anos de guerra, mas logo que a guerra terminou, a empresa começou a produzir relógios mecânico de pulso. No entanto, a empresa não começou a usar o nome "Vostok" até a década de 1960. Presumivelmente, a marca "Vostok" foi utilizado somente após o programa espacial Vostok.

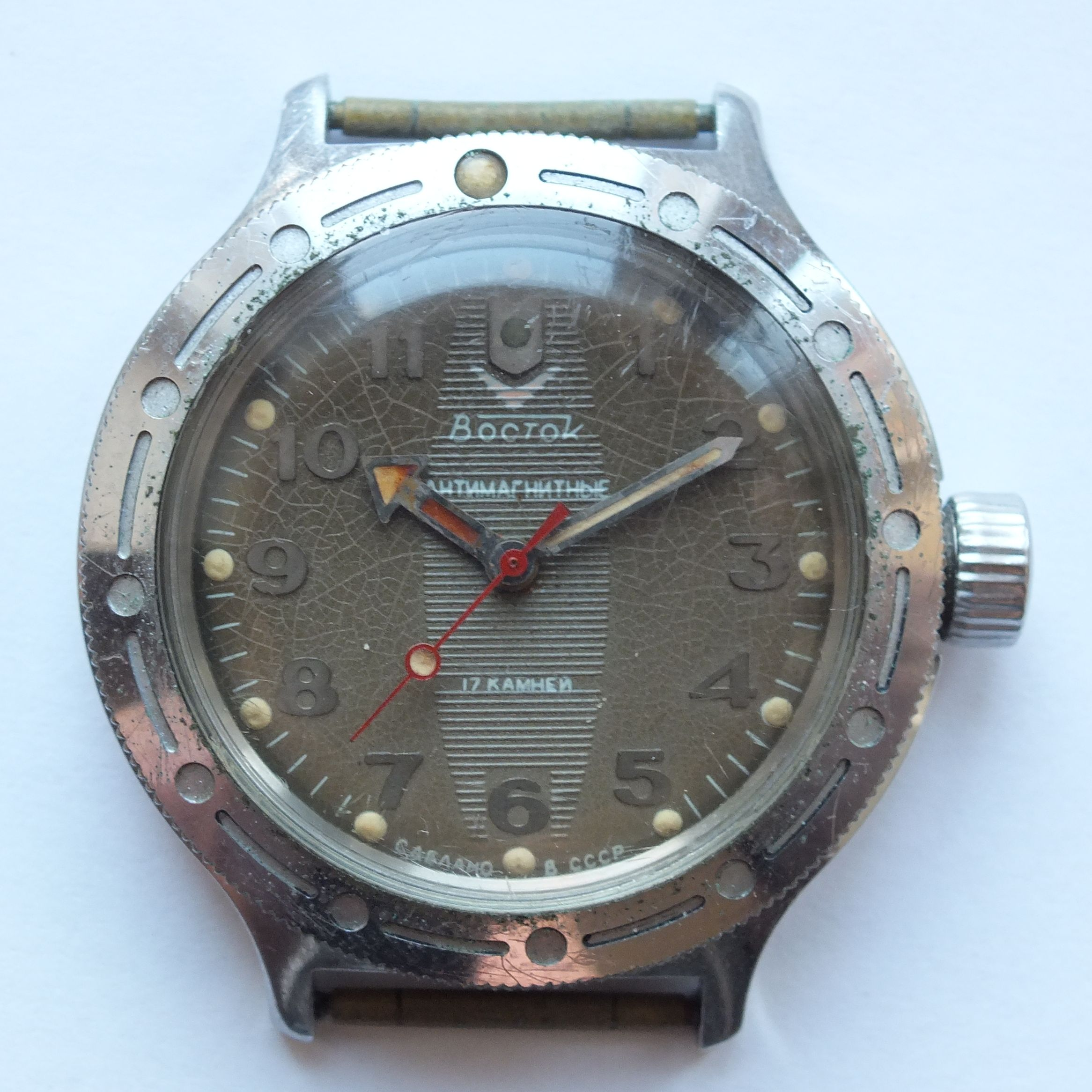
Relógio de mergulho Vostok Amphibia

A empresa foi nomeada um fornecedor oficial de relógios para o Ministério da Defesa da União Soviética, em 1965. Este ano também marca a criação do modelo bem conhecido Komandirskie ("Comandante"). A experiência adquirida através do desenvolvimento deste modelo foi levada para o Amphibian, um  relógio de mergulho de aço inoxidável capaz de resistir a uma profundidade de 200 metros embaixo d'água (20atm). Em 1980, a Vostok estava produzindo cerca de 4,50 milhões de relógios por ano.
Relógios vendidos para os militares foram marcados "ЗАКАЗ МО СССР", que significa "Encomendado pelo Ministério da Defesa da URSS". Estes modelos foram vendidos exclusivamente para os militares identificados, através das lojas Voentorg. Hoje, estes modelos se tornaram colecionáveis muito procurados.
Na virada do século 21, a Vostok lançou uma linha de relógios com estilo da década de 1940  em uma coleção chamada Kirovskie K-43 .A Vostok também começou a produzir uma linha de relógios de luxo chamada Kremlevskie. Ambas as linhas são feitas de aço inoxidável, produzido em quantidades limitadas, e voltadas para um consumidor de maior poder aquisitivo.
Em 2004, a Vostok começou a fornecer movimentos para Companhia Koliz da Lituânia, fabricante da marca de relógios Vostok Europe.
Em 2006, a Vostok iniciou a comercialização de outra linha de relógios da linha "Amphibian". Esta linha, como a maioria dos outros produtos da Vostok, apresenta o conhecido movimento automático de 31 joias (Nº 2416B). Estes relógios de estilo mergulhador possuem pulseira de poliuretano ou aço inoxidável. Uma versão atualizada do Komandirskie estreou no verão de 2007, e uma edição especial de aniversário do Amphibian (o chamado "1967") foi lançada no início de 2008.
Apesar da introdução de novas linhas de Komandirskie e Amphibian, alguns dos modelos "clássicos" (principalmente os concebidos na década de 1960 e 1970) voltaram a produção(a partir de 2014).
No início de 2010, a Vostok anunciou falência e seu site oficial foi desativado. A empresa passou por uma reestruturação e retomou a produção de relógios e movimentos alguns anos depois.

## Lista de movimentos Vostok
Vostok produz seus próprios movimentos mecânicos. A empresa também possui a "Briolet", que é especializada na produção de movimentos com joias. Vostok fornece modelos para outras empresas como Vostok Europa, Volmax, Moscou Clássico e Poljot Internacional.
Os modelos produzidos são apresentados na tabela abaixo. Os códigos dos movimentos são baseados no sistema da era Soviética .
| Código | Diametro, mm | Altura, mm | Tipo                | Jóias | BPH   | Caracteristicas                                        | Usado em |
| ------ | ------------ | ---------- | ------------------- | ----- | ----- | ------------------------------------------------------ | --- |
| 2403   | 24           | 3.7        | Manual              | 17    | 19800 | Second hand at 9 o'clock                               | Vostok VOT |
| 2209   | 22           | 3.7        | Manual              | 17    | 18000 | Central second hand                                    | Vostok Amphibia (Primeiros modelos)                                                                           |
| 2409   | 24           | 3.7        | Manual              | 17    | 19800 | Central second hand                                    | Vostok Amphibia, Amphibia lady first, Junior 2409A                                                            |
| 2414A  | 24           | 4.14       | Manual              | 17    | 19800 | Central second hand, calendário                        | Vostok Komandirskie manual, Komandirskie K-65                                                                 |
| 2415   | 24           | -          | Automatic           | 31    | 19800 | Central second hand                                    | Vostok Amphibia 1967                                                                                          |
| 2415B  | 24           | -          | Automatic           | 31    | 19800 | Second hand at 9 o'clock                               | Vostok K-43                                                                                                   |
| 2416B  | 24           | 6.3        | Automatic           | 31    | 19800 | Central second hand, calendário                        | Vostok Komandirskie, Amphibian, Kremlyovskie, Prestige, Breeze, Titanium, 2416B, VIP Vostok Europe Pobeda     |
| 2423   | 24           | 3.7        | Manual              | 17    | 19800 | 24h dial, central second hand                          | - |
| 2424   | 24           | 3.7        | Manual              | 17    | 19800 | 24h dial, central second hand, calendário              | - |
| 2426   | 24           | 6.3        | Automatic precision | 32    | 19800 | Central second hand, 24h indicator, calendário         | Vostok Komandirskie K-34 Vostok Europe Rocket N1, Gaz 14 Limousine, Radio Room & Expedition 2006              |
| 2431B  | 24           | 6.3        | Automatic           | 31    | 19800 | 24h dial, central second hand, calendário              | Vostok automatic 24H                                                                                          |
| 2432   | 24           | 6.3        | Automatic precision | 32    | 19800 | Central second hand, calendário e dia/noite,           | Vostok New commander , Komandirskie K-35 Vostok Europe Mryia, Arktika, K3, Lunokhod, Red Square, Maxim Gorky. |
| 2433   | 24           | 6.3        | Automatic           | 31    | 19800 | Central second hand, open heart, bridge 2416B          | Vostok 2433.                                                                                                  |
| 2434   | 24           | 4.14       | Manual              | 17    | 19800 | Central second hand                                    | Vostok military manual                                                                                        |
| 2435   | 24           | 6.3        | Automatic precision | 31    | 19800 | Central second hand, calendário e indicador dia/noite, | Vostok Europe Metro                                                                                           |
| 2441   | 24           | 6.5        | Automatic           | 32    | 19800 | Second hand at 10 o'clock, calendario                  | Vostok Europe Energia                                                                                         |